# Liste der Monuments historiques in Thil (Meurthe-et-Moselle)
Die Liste der Monuments historiques in Thil führt die Monuments historiques in der französischen Gemeinde Thil auf.

## Liste der Objekte
| Bezeichnung | Beschreibung                                                             | Standort                                     | Kennzeichnung | Schutzstatus | Datum | Bild |
| ----------- | ------------------------------------------------------------------------ | -------------------------------------------- | ------------- | ------------ | ----- | ---- |
| Hauptaltar  | Altartisch und Retabel; Holz, farbig gefasst, Mitte des 17. Jahrhunderts | in der Kirche Assomption-de-la-Vierge (Lage) | PM54000857    | Classé       | 1965  |      |